# Église Saint-Michel de Senta
Pour les articles homonymes, voir Église Saint-Michel.
L'église Saint-Michel de Senta (en serbe cyrillique : Црква Светог арханђела Михаила у Сенти ; en serbe latin : Crkva Svetog arhanđela Mihaila u Senti) est une église orthodoxe serbe située à Senta, dans la province autonome de Voïvodine, dans la municipalité de Senta et dans le district du Banat septentrional en Serbie. Elle est inscrite sur la liste des monuments culturels de grande importance de la république de Serbie (identifiant no SK 1229).

## Présentation

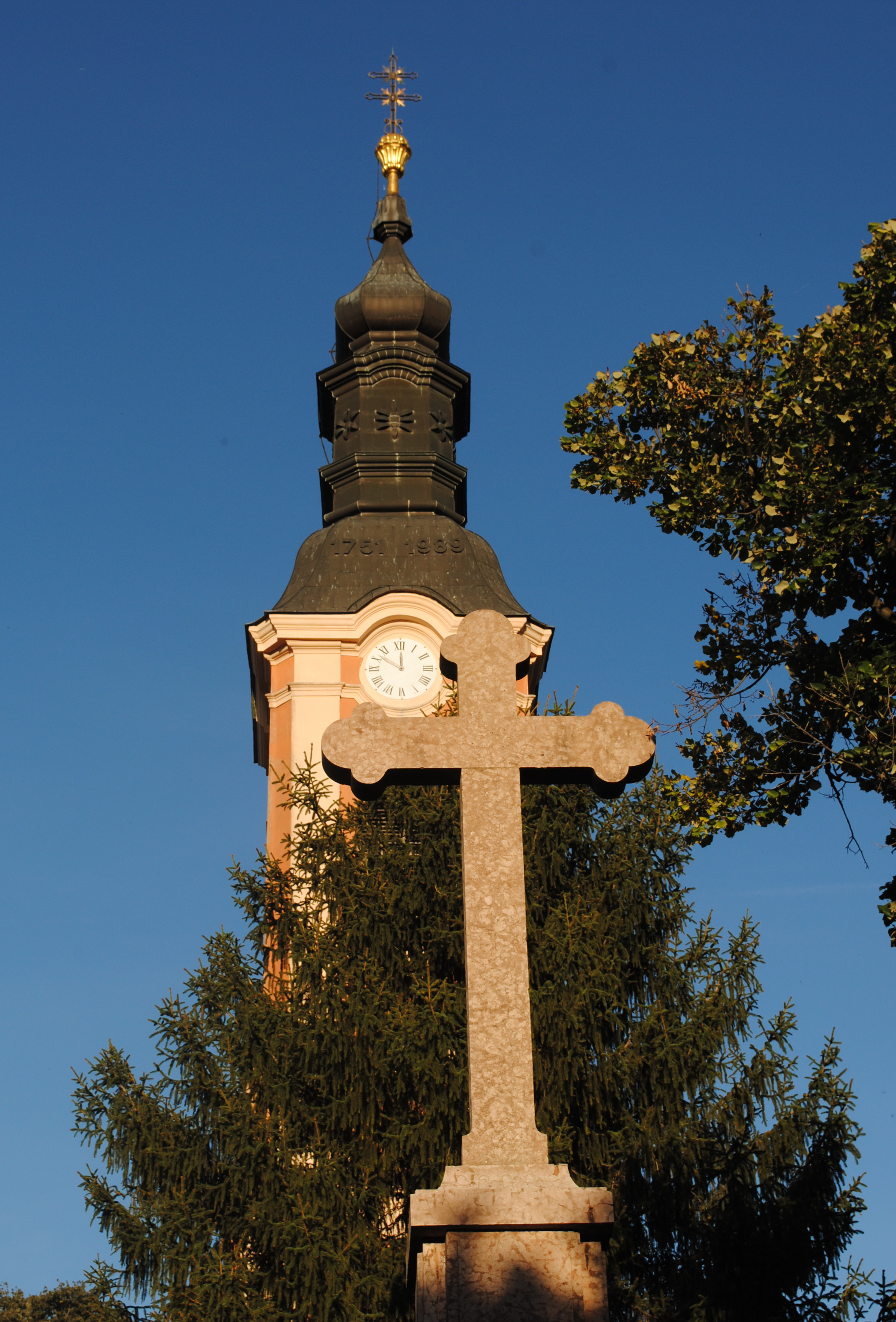
Détail du clocher

Construite en 1751, l'église a été détruite lors de la révolution hongroise de 1848 ; son aspect actuel lui a été donné lors de travaux de reconstruction au début du XXe siècle. De plan rectangulaire, elle est constituée d'une nef unique prolongée par une abside à cinq pans et dotée de chœurs rectangulaires. La façade occidentale est dominée par un haut clocher baroque à trois étages, autrefois séparé du reste du bâtiment mais aujourd'hui intégré à l'ensemble grâce à des constructions ultérieures ; le reste de la façade est décoré dans l'esprit du classicisme, avec quatre pilastres qui en accentuent la verticalité ; une niche avec une peinture représentant le saint patron de l'église orne l'entrée de l'édifice.
L'iconostase originelle a été peinte en 1782 par Jovan Isajlović mais elle a été totalement détruite au moment de la révolution hongroise. L'iconostase actuelle a été sculptée par Mihajlo Janić en 1851 et peinte par Pavle Simić entre 1859 et 1862 dans l'esprit du romantisme serbe ; Simić a également été engagé pour peindre les icônes des chœurs nord et sud ainsi que le trône de la Mère de Dieu, le trône de l'évêque, la balustrade des chœurs et les grandes peintures à l'huile de la voûte.
Deux compositions de Jovan Isailović ont été retrouvées lors de la restauration des fresques en 1975.